# Santa Cruz el Chol
Santa Cruz el Chol, El Chol – miasto w środkowej Gwatemali, w departamencie Baja Verapaz, leżące w odległości 52 km na południowy zachód od stolicy departamentu, dolinie rzeki Motagua. Miasto jest siedzibą gminy o tej samej nazwie, która w 2012 roku liczyła 9 193 mieszkańców. Powierzchnia gminy jest niewielka i obejmuje 140 km².